# Kaesŏn
Kaesŏn (kor. 개선역, pol. Zwycięstwo) –  stacja linii Ch'ŏllima, systemu metra znajdującego się w stolicy Korei Północnej, Pjongjangu. Otwarta 6 września 1973 roku.